# ニシオジロクロオウム
ニシオジロクロオウム（西尾白黒鸚鵡、Calyptorhynchus latirostris）は、オウム目インコ科に分類される鳥類。

## 分布
オーストラリア（西オーストラリア州南西部）固有種
内陸部で繁殖し、非繁殖期は海岸部へ移動する。

## 形態
全長55-60cm。尾羽は長い。全身は濃褐色の羽毛で覆われ、明褐色の横縞が入る。頭部には黒く短い冠羽がある。眼の周囲には羽毛が無く皮膚が露出し、頬に白い斑紋が入る。尾羽には2本の白い帯模様が入る。
虹彩は暗褐色。後肢の色彩は灰褐色。
オスは眼の周囲の露出した皮膚がピンクで、嘴の色彩は暗灰色。メスは眼の周囲の露出した皮膚が暗褐色で、頬の白い斑紋が大型。嘴の色彩は灰がかったピンク。

## 生態
乾燥林（サーモンガムやワンドゥからなる）に生息する。ペアとその幼鳥からなる群れを形成して生活し、家族群が集合し20羽以下の群れを形成することもある。渡りは行わないが、食物を求めて一定地域内を移動する。
食性は植物食傾向の強い雑食で、主に種子（バンクシア属、マツ、ユーカリ属など）を食べるが、花や昆虫類なども食べる。松毬は殻を剥がし種子のみを食べる。
繁殖形態は卵生。7-11月に樹洞に木屑を敷いた巣を作り、1回に1-2個の卵を産む。メスのみが抱卵し、抱卵期間は28-29日。メスのみが育雛を行い、オスはメスに食物を運ぶ。雛が孵化してから4-5週間経つと、メスも雛に食物を運び与える。雛は孵化してから10-11週間で巣立つ。生後5年で性成熟する。

## 人間と関係
開発や、人為的に移入されたアナウサギやヤギによる生息地の破壊などにより生息数は減少している。また繁殖地が農耕地の中に点在している状態で、食物を探すのに時間がかかるため繁殖の成功率も激減している。1977年における生息数は9,000-37,000羽と推定されている。